# Cottonopolis
Cottonopolis er en betegnelse for en metropolis centreret om handel med bomuld og servicering af bomuldsspinderier i dens opland. Den blev inspireret af byen Manchester i England og dennes status som det internationale centrum for bomulds- og tekstilhandel i det 19. århundrede. For nylig er det blevet et øgenavn, der udelukkende bruges om Manchester på grund af byens store antal tekstilfabrikker.

## Baggrund
De tidlige bomuldsspinderier, der blev drevet med vandkraft, blev bygget i Lancashire og dens tilstødende amter. I 1781 åbnede Richard Arkwright verdens første dampdrevne tekstilspinderi på Miller Street i Manchester. Selvom det oprindeligt var ineffektivt, indledte ankomsten af dampkraft starten på den mekanisering, der endte med at konsolidere og styrke de spirende tekstilindustrier i Manchester til verdens første center for masseproduktion. I takt med at tekstilfremstillingen skiftede fra hjemmet til fabrikkerne, blev Manchester og byerne i syd og øst Lancashire det største og mest produktive center for bomuldsspinding, eftersom de i 1871 brugte 32% af den globale bomuldsproduktion. Ancoats, der var en del af den planlagte ekspansion af Manchester, blev den første industrielle forstad centreret om dampkraft. Der var spinderier, hvis arkitektoniske innovationer inkluderede brandsikring ved brug af jern og armeret beton.
Antallet af bomuldsspinderier kulminerede i 1853 med 108 af disse. I takt med at antallene faldt, opnåede bomuldsspinderier i de omkringliggende byer Bury, Oldham (ved dens højdepunkt verdens mest produktive bomuldsspinding by), Rochdale, Bolton (kendt som "Spindleton" i 1892) og i Blackburn, Darwen, Rawtenstall, Todmorden og Burnley. Mens Manchesters fabrikationscenter svandt ind, voksede det kommercielle center, pakhuse og oplagringsvirksomhed, banker og tjenester for de 280 bomuldsbyer og landsbyer, der var indenfor en 12-mils radius af Royal Exchange. Udtrykket "Cottonopolis" blev først brugt omkring 1870.
Manchester blev et vigtigt transportcenter, eftersom Bridgewaterkanalen gjorde det muligt at transportere bulkgods til dens ende ved Castlefield, hvor pakhuse blev bygget. Der blev på kanalen transporteret rå bomuld, der blev importeret gennem Liverpools havn fra Vestindien og USA's sydlige stater, og kul fra Worsley. Liverpool-Manchester Jernbanen byggede et pakhus ved dens Liverpool Road endestation, da denne åbnede i 1830. Jernbanenettet blev udbygget, hvilket forbandt Manchester med dens stadig mere industrialiserede opland.